# Skarb Narodowy (XIX wiek)
Skarb Narodowy – fundusze emigracyjne gromadzone w celu popierania walki z zaborcami w kraju, wykorzystywane w celu propagowania sprawy polskiej za granicą.
Pomysł utworzenia Skarbu Narodowego na emigracji po upadku powstania styczniowego wysunął już Agaton Giller. Fundamentem tego skarbu był dar przebywającego w Szwajcarii Ludwika Michalskiego. W 1887 roku Zygmunt Miłkowski wydał słynną książkę Rzecz o obronie czynnej i Skarbie Narodowym, gdzie nakreślił koncepcję utworzenia funduszu, który mógłby być oparciem do podjęcia w przyszłości akcji zbrojnej w kraju. Miłkowski jako inicjator został prezesem Komisji Nadzorczej Skarbu Narodowego.
Ustawa Skarbu Narodowego Polskiego z 1891 roku określała, że ma być funduszem składkowym, gromadzonym dobrowolnie, w widokach pieniężnego popierania sprawy polskiej i narodowego ruchu w jego usiłowaniach, dążących do obrony i zdobywania praw narodowych.